# Isaiah Wilson
(en) Statistiques sur pro-football-reference
Isaiah Terrell Wilson, né le 12 février 1999 à Brooklyn, est un joueur américain de football américain évoluant au poste d'offensive tackle qui a joué une saison avec les Titans du Tennessee en National Football League (NFL). Il joue au football universitaire à l'université de Géorgie et est sélectionné par les Titans au premier tour de la draft 2020 de la NFL. Depuis qu'il a quitté la NFL, il poursuit une carrière de rappeur.
Le passage de Wilson chez les Titans est caractérisé par des violations des règles de l'équipe et plusieurs problèmes juridiques hors du terrain, conduisant à un temps de jeu minimal et à son échange ultérieur avec les Dolphins de Miami après sa saison rookie. Il est libéré par les Dolphins trois jours plus tard après avoir refusé les efforts de l'équipe pour l'aider.

## Jeunesse
Wilson fréquente le lycée Poly Prep à Brooklyn, New York. Il participe au Under Armour All-America Game 2017. Wilson est une recrue cinq étoiles consensuelle. Il est le 16e joueur le mieux noté et le cinquième offensive tackle le mieux noté de la classe de 2017. Il s'engage à jouer au football universitaire pour l'université de Géorgie le 16 décembre 2016,.

## Carrière universitaire
Wilson passe sa première année avec les Bulldogs de Géorgie en tant que redshirt en 2017. Il devient titulaire en 2018 et commence dans tous les matchs sauf un au cours des saisons 2018 et 2019. Wilson est nommé dans la deuxième équipe All-SEC en 2019. Il se présente à la draft de la NFL 2020, renonçant à deux ans d'admissibilité à l'université,,.

## Carrière professionnelle
| Taille              | Poids            | Bras           | Main           | Sprint   | Sprint   | Sprint   | Shuttle 20 yards | 3 cones drill | Détente       | Détente            | Développé couché | Test Wonderlic |
| Taille              | Poids            | Bras           | Main           | 40 yards | 10 yards | 20 yards | Shuttle 20 yards | 3 cones drill | verticale     | horizontale        | Développé couché | Test Wonderlic |
| 1,99 m (6 ft 6½ in) | 159 kg (350 lbs) | 90 cm (35½ in) | 26 cm (10¼ in) | 5,32 s   | 1,79 s   | 3,03 s   | 5,07 s           | 8,26 s        | 74 cm (29 in) | 2,79 m (9 ft 2 in) | 26               | 28             |

### Titans du Tennessee
Wilson devient le 29e choix du premier tour de la draft 2020 de la NFL lorsqu'il est choisi par les Titans du Tennessee. Il est en compétition avec le vétéran Dennis Kelly pour le poste de right tackle titulaire. Wilson est placé sur la liste de réserve / Covid-19 par l'équipe au début du camp d'entraînement le 28 juillet 2020 avant de revenir sur la liste active lorsqu'il signe son contrat de rookie de quatre ans le 3 août 2020,. Il est replacé sur la liste de réserve/Covid-19 le 6 septembre 2020. Il est de retour le 10 octobre 2020. Le 5 décembre 2020, Wilson est suspendu pour le match de la semaine 13 des Titans contre les Browns de Cleveland en raison d'une violation des règles de l'équipe. Il est réintégré le 7 décembre 2020 , mais est placé sur la liste de réserve le 9 décembre 2020. Il termine la saison en jouant dans un match, apparaissant pour un seul snap au troisième quart-temp de la semaine 12 des Titans, une victoire 45-26 contre les Colts d'Indianapolis.
Le 22 février 2021, Wilson publie puis supprime un tweet disant qu'il ne jouerait plus au football en tant que Titan.

### Dolphins de Miami
Le 17 mars 2021, Wilson et un choix de septième tour de draft de 2022 sont envoyés aux Dolphins de Miami en échange d'un choix de septième tour lors de draft de 2021. Il est libéré par les Dolphins trois jours plus tard après s'être présenté en retard pour ses tests physiques et avoir raté deux entraînements.

### Giants de New York
Le 29 septembre 2021, Wilson signe avec l'équipe d'entraînement des Giants de New York. Le 4 janvier 2022, Wilson est libéré.

## Problèmes juridiques
Le 11 septembre 2020, Wilson est arrêté pour conduite sous influence. Le 7 janvier 2021, Wilson est arrêté pour avoir entraîné la police dans une course poursuite à 220 km/h. La police trouve 3,4 grammes de marijuana dans sa voiture. Le 24 mars 2021, Wilson est accusé de délit de fuite, d'excès de vitesse dans une zone de construction, de conduite imprudente, de possession de moins d'une once de marijuana et de possession et utilisation d'objets liés à la drogue.

## Carrière musicale
En avril 2021, Wilson sort un EP hip hop intitulé Layup Lines sous le nom de scène GGBowzer.